# Versuchsanstalt für Getreideverarbeitung

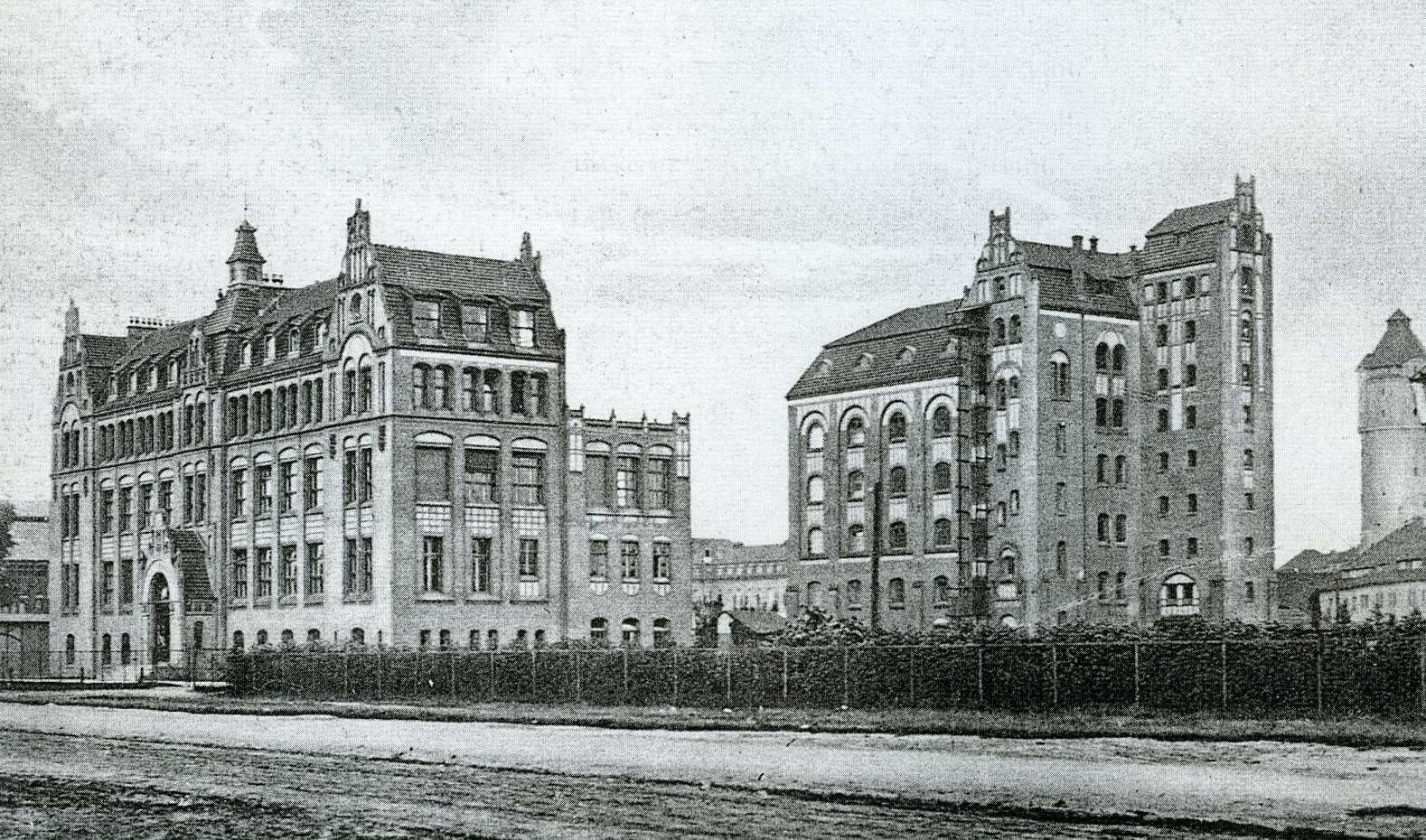
Versuchsanstalt des Verbandes Deutscher Müller 1910 in der Seestraße

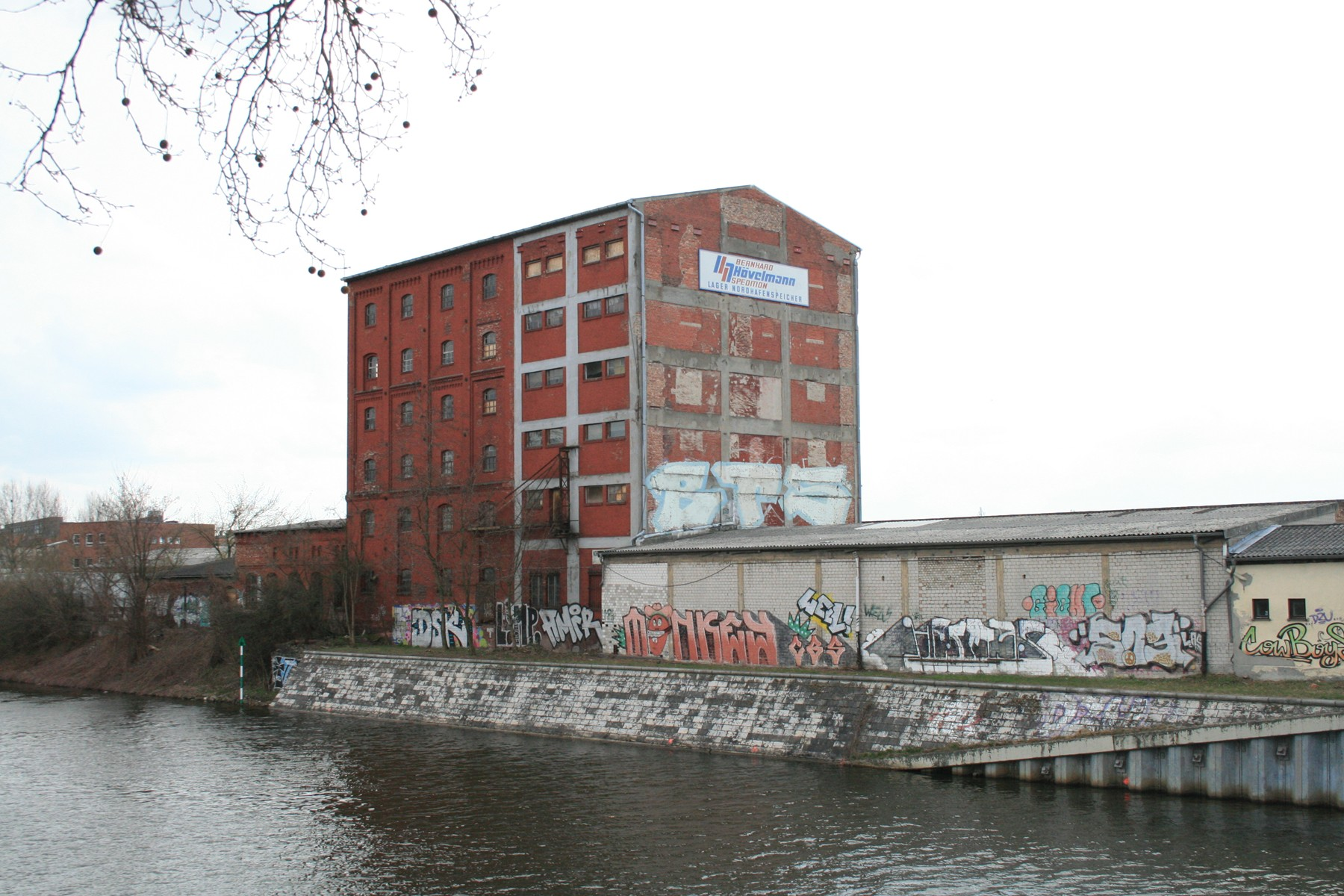
Der Kornversuchsspeicher am Berlin-Spandauer-Schifffahrtskanal

Die Versuchsanstalt für Getreideverarbeitung war eine Organisation in Berlin, die 1907 durch Vereinigung der „Versuchsanstalt des Verbandes Deutscher Müller“ mit Sitz in der Seestraße 11 und dem staatlichen Kornversuchsspeicher am Berlin-Spandauer Schifffahrtskanal gegründet wurde.

## Geschichte
Bis 1934 stand die Versuchsanstalt für Getreideverarbeitung unter der Leitung von Max Paul Neumann, sein Nachfolger wurde Karl Mohs. 1942 wurde die Versuchsanstalt in „Reichsanstalt für Getreideverarbeitung“ umbenannt und Paul Friedrich Pelshenke übernahm die Leitung.
1945 erfolgte die Demontage vieler Einrichtungen und die Reichsanstalt wurde vom Magistrat von Groß-Berlin übernommen.
1946 wurde die Anstalt in Berlin durch die Deutsche Wirtschaftskommission übernommen. Nachfolger in der DDR war das „Institut für Getreideverarbeitung“ in Bergholz-Rehbrücke, das 1993 privatisiert wurde und heute als „IGV GmbH“ firmiert.
Die in West-Berlin verbliebenen Einrichtungen in der Seestraße und am Berlin-Spandauer-Schifffahrtskanal wurden 1951 vom Berliner Senat als „Versuchsanstalt für Getreideverwertung“ übernommen.
1957 wurde die Versuchsanstalt für Getreideverwertung, Seestraße 11, und das Forschungsinstitut für Stärkefabrikation des Instituts für Gärungsgewerbe, Seestraße 12, durch die Bundesregierung übernommen und organisatorisch mit der Bundesforschungsanstalt in Detmold vereinigt. Bereits 1943 waren Ausweichstellen in Rahden/Westfalen und in Bielefeld gegründet worden. Nachfolger in den Westzonen war die Bundesanstalt für Getreide-, Kartoffel- und Fettforschung in Detmold, die heute ein Bestandteil des Max Rubner-Instituts ist.

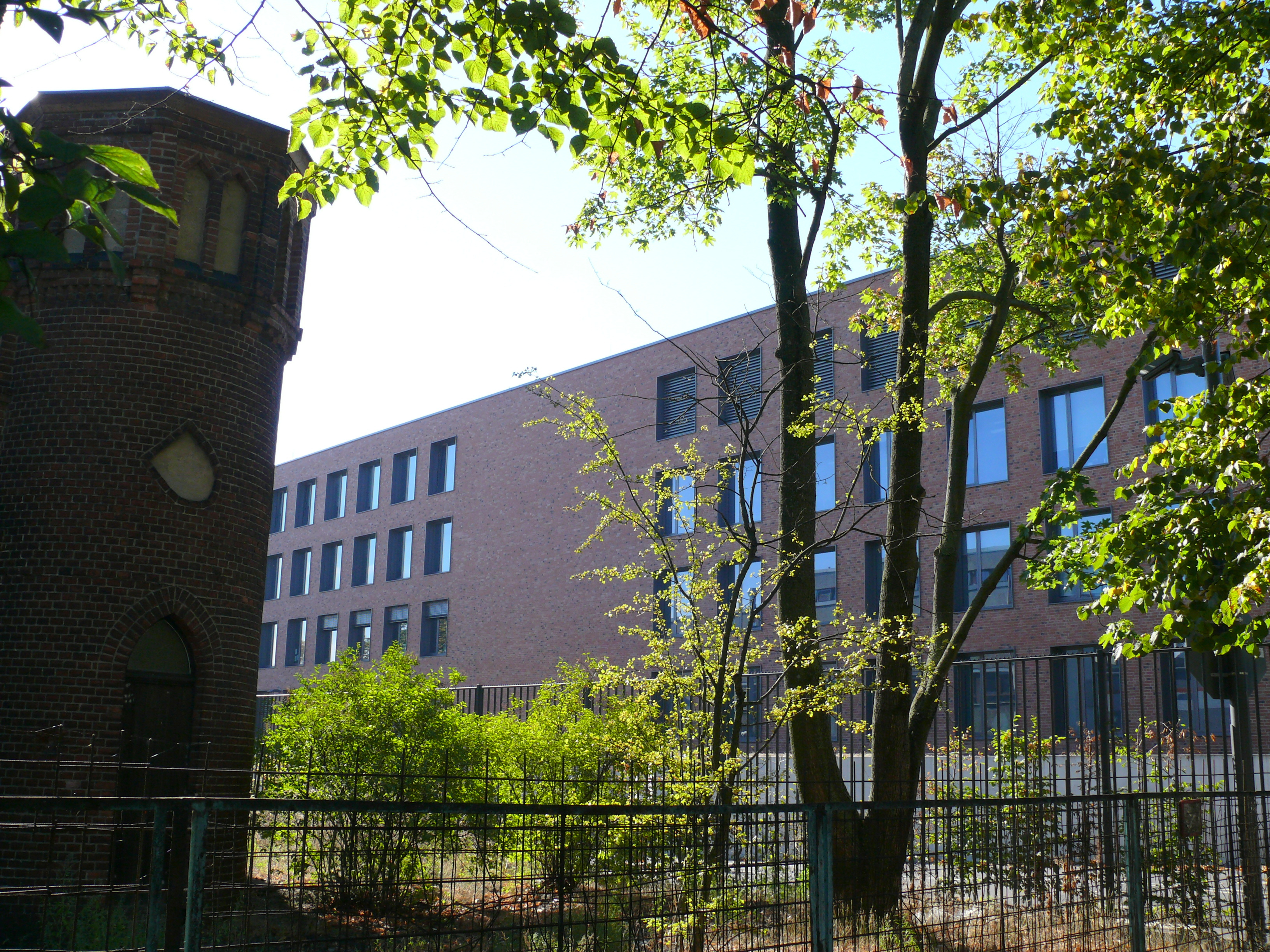
Neubau des Robert Koch-Institutes am Standort Seestraße 11, links das "Lübecker Tor" des Instituts für Gärungsgewerbe

1974/1975 wurde der Standort Berlin endgültig aufgegeben und diente anschließend dem Institut für Lebensmitteltechnologie – Getreidetechnologie der TU Berlin. Der Gebäudekomplex in der Seestraße 11 wurde im Juni 2008 für einen Neubau des Robert Koch-Institutes abgerissen.

## Österreich
In Österreich gibt es ebenfalls eine Versuchsanstalt für Getreideverarbeitung, die eine Sektion der Österreichischen Mühlenvereinigung ist.